# Andreu Sala

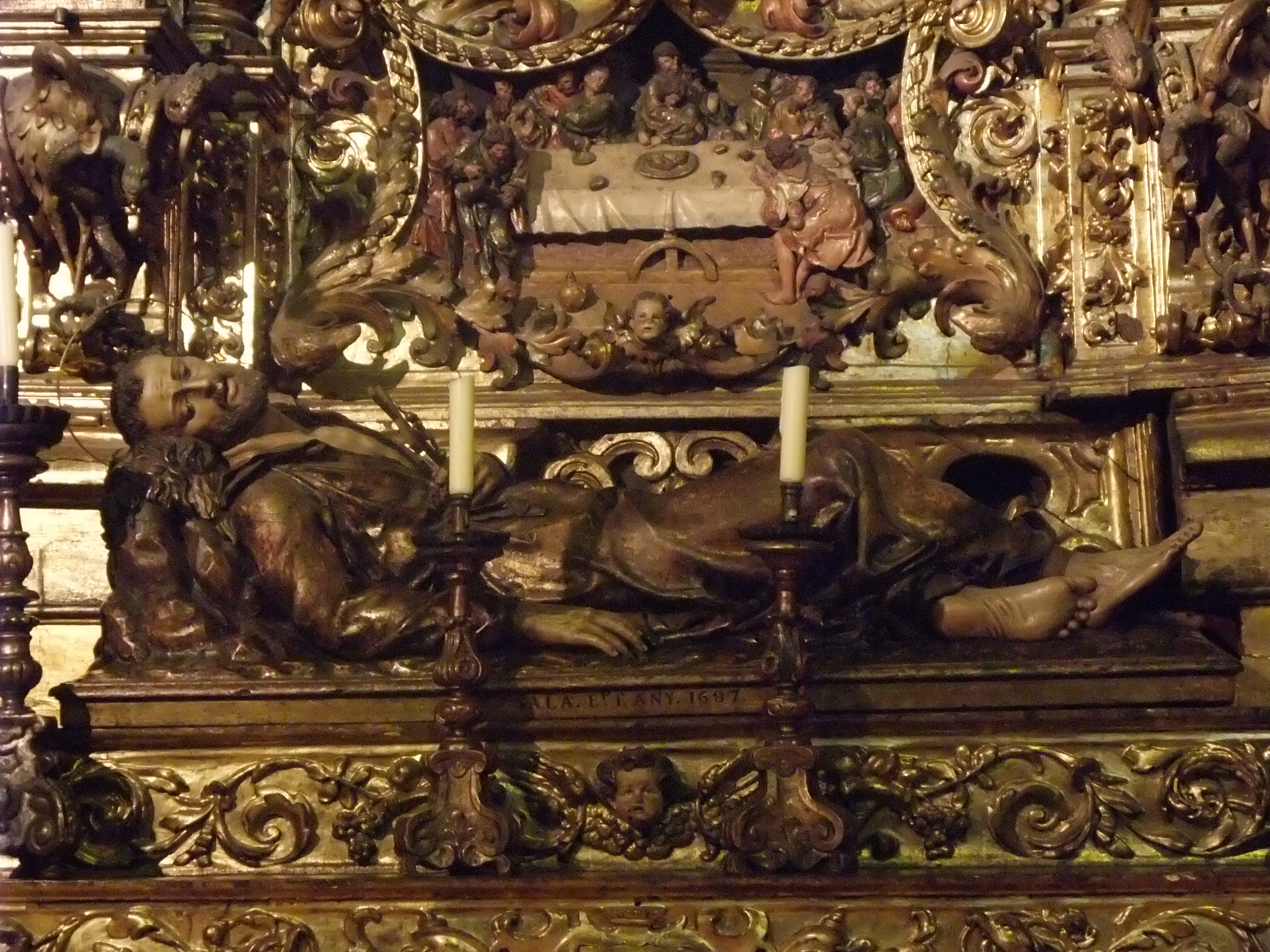
San Francisco Javier, Andreu Sala, 1687, capilla de San Paciano, Catedral de Barcelona

Andreu Sala, (Sala de Linya, Navés, Solsona 1627? - Cardona, 1700?) es uno de los escultores más importantes del barroco catalán. La desaparición de muchas de sus obras durante la guerra civil española (1936-1939) ha dificultado su estudio y análisis.

## Biografía
El historiador Juan Agustín Ceán Bermúdez afirmó que había nacido el 1627, pero hoy en día se cree más probable que fuera entre 1640 y 1655. Ceán lo llama erróneamente “Miguel” (y con él muchos historiadores posteriores) y apunta que su maestro fue Francesc Santacruz Artigas, sin embargo las diferencias de estilo entre ambos y el hecho que los dos escultores tuvieran edades similares hacen poco plausible esta afirmación siendo más probable que se formara bajo la influencia de los catalanes Domènec Rovira el Joven y Francesc Grau.
Su primera obra conocida es el Retablo del Santo Cristo dels Agudells (Horta-Guinardó), obra destruida en la Guerra Civil. El 1685 firma el San Alejo de Santa María del Mar, una escultura de talla del santo yacente de fuerte impacto espiritual y dominio técnico que también desapareció en el 1936, pero de la que se han conservado fotografías. De esta época es el San Cayetano de Thiene del Museo Nacional de Arte de Cataluña (MNAC), una estatua de piedra que figuraba sobre la portada de la antigua iglesia del convento de los Teatinos de Barcelona. En 1686 contrata el trabajo escultórico del retablo mayor del antiguo convento de San Francisco de Paula de la orden de los Mínimos, obra perdida en la Desamortización de 1835. Entre 1686-1689, realiza el Retablo mayor de San Antonio y Santa Clara (desde 1961 en la iglesia de San Vicente de Sarriá, Barcelona). Es el único retablo conservado del escultor y el que mejor permite ver sus aportaciones y estilo: predilección por el uso de columnas salomónicas así como el desarrollo y extensión de esculturas exentas con ropajes ceñidos a los cuerpos con abundantes pliegues y movimientos de aires italianizantes, en la órbita del alto barroco romano de Gian Lorenzo Bernini y sus seguidores.
De 1687 es su célebre San Francisco Javier de la catedral de Barcelona, escultura del jesuita sita en la capilla de San Paciano, obra firmada en la base “SALA E.P.T [esculpit] ANY. 1687”, siendo uno de los pocos artistas de la época que firma sus obras, acto que debe leerse en clave reivindicativa de su oficio. En la misma catedral realiza el Rapto de San Ignacio (1688), encargo del canónigo Amigant, que ha sufrido repintes posteriores y cambios de localización (hoy se encuentra en la capilla de Santa Magdalena, San Bartomé y Santa Isabel). Del mismo año es el San Ignacio de la cripta en la Iglesia de Belén de los jesuitas en Barcelona (perdida el 1936). 
Martinell apunta que en 1690 realizó otro San Ignacio en Santa María del Mar pero no conservamos ni la obra ni documentación que lo pruebe. Sí se conserva en cambio la Santa Liberada quizá procedente de la antigua iglesia de los Carmelitas calzados de Barcelona (hoy en el MNAC), así como el llamado Santo Guerrero, 1680-1700 de retablo indeterminado. El 1696 trabaja en el Retablo de San Crispín y San Crispiniano en el convento barcelonés de San Francisco, pero el cenobio desapareció poco después de la Desamortización de Mendizábal (1837). El 1698 ejecuta el Retablo de San Abdón y San Senén en la parroquia del Pino, obra patrocinada por la Cofradía del Gremio de Hortelanos del Portal de San Antonio (también perdida).
Hacia 1700 Andreu Sala regresa a Cardona donde comienza su obra más ambiciosa, el Retablo mayor de San Miguel de Cardona. Seguramente lo acabó hacia 1706 pero se destruyó el 1936 (tan sólo se conservan un par de fotografías). La fecha de muerte del artista no está clara. Bermúdez dice que fue en 1704, pero la mayoría de los historiadores la sitúan el 18 de enero de 1700. Recientemente se ha planteado la hipótesis que quizá tuvo lugar en 1710.
Andreu Sala es el principal introductor en Cataluña de las fórmulas del alto barroco romano, caracterizado por una plástica persuasiva de impacto emotivo que pretende evocar el fervor religioso derivado de la Contrarreforma. La iconografía de santos yacentes en actitudes místicas recuerda obras de Bernini, Melciore Caffà, entre otros. Aunque no se ha demostrado, se hace difícil explicar que adquiriera dichos conocimientos sólo mediante copia indirecta a través de grabados, por lo que ha llevado a suponer un posible viaje a Italia, hipótesis no demostrada.
El éxito de sus fórmulas se aprecia en la trayectoria de otros escultores catalanes del barroco como: Pau Costa, Josep Sunyer y Antoni Real. Joan Ramón Triadó, lo equipara por su técnica y calidad a Juan Martínez Montañés, Alonso Cano y Pedro Roldán: Sólo la falta de un estudio de su obra, en parte perdida, le barra el paso para adquirir la estima artística que merece sin dudas.

## Obras
Obras documentadas:
- Retablo del San Criso de Agudells (1685) (perdido).
- San Alejo de Santa María del Mar (1685) (perdido).
- Retablo mayor de San Francisco de Paula (1686) (perdido).
- Retablo mayor de San Antonio y Santa Clara (1686-1689) (conservado).
- San Francisco Javier de la catedral de Barcelona (1687) (conservado).
- San Ignacio de la catedral de Barcelona (1688)(conservado).
- San Ignacio de la cripta de Belén (1688) (perdido).
- San Ignacio de Santa María del Mar (1690) (perdido).
- Figuras de Verónica, Porta-cruz, Simón Cirineo y judío  de Santa María del Pino (1692) (perdidos).
- Retablo de San Crispí y san Crispiniano del convento de San Francisco (1696) (perdido).
- Retablo de San Abdón y San Senén de Santa María del Pino (1698) (perdido).
- Retablo mayor de San Miguel de Cardona (1699-1705?) (perdido).

Obras atribuidas estilísticamente:
- Santa Liberada del MNAC (ca. 1690) (conservada).
- San Guerrero del MNAC (ca. 1680-1700) (conservado).
- Retablo mayor del monasterio de Pedralbes (1680-1700) (perdido).
- San José y el Niño del retablo mayor de Pedralbes, hoy en la iglesia de San Vicente de Sarriá (1680-1700?) (conservado).

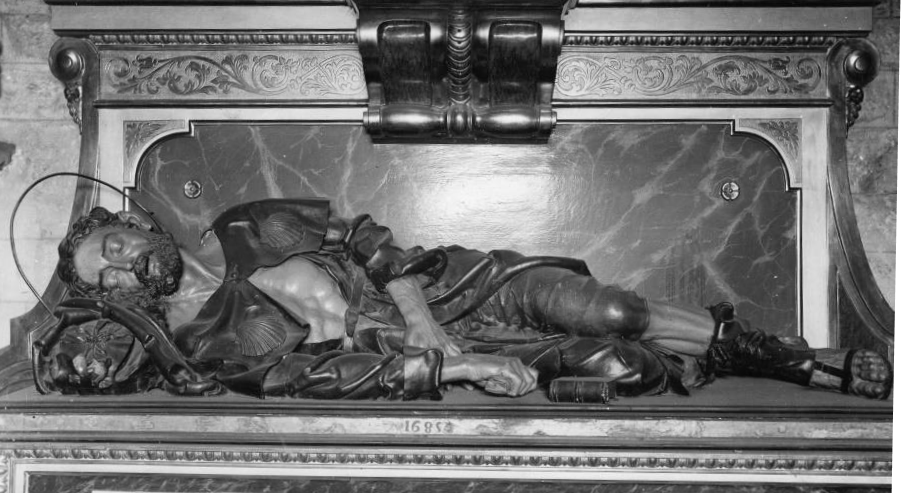
San Alejo, Andreu Sala, 1685, Santa María del Mar, Barcelona (perdida)
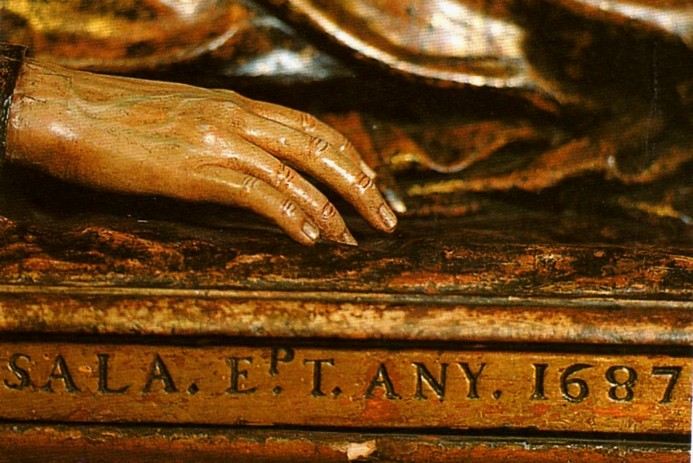
Detalle de la mano e inscripción del San Francisco Javier, Andreu Sala, Catedral de Barcelona
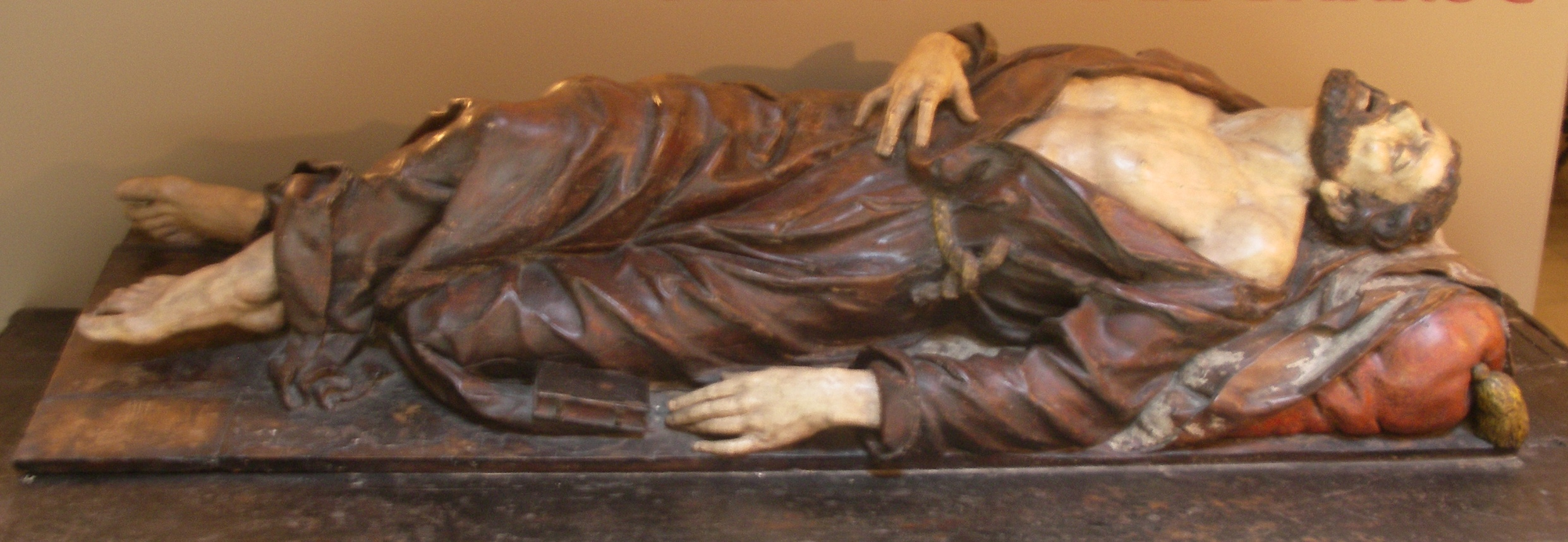
San Ignacio, Andreu Sala, 1688, Catedral de Barcelona
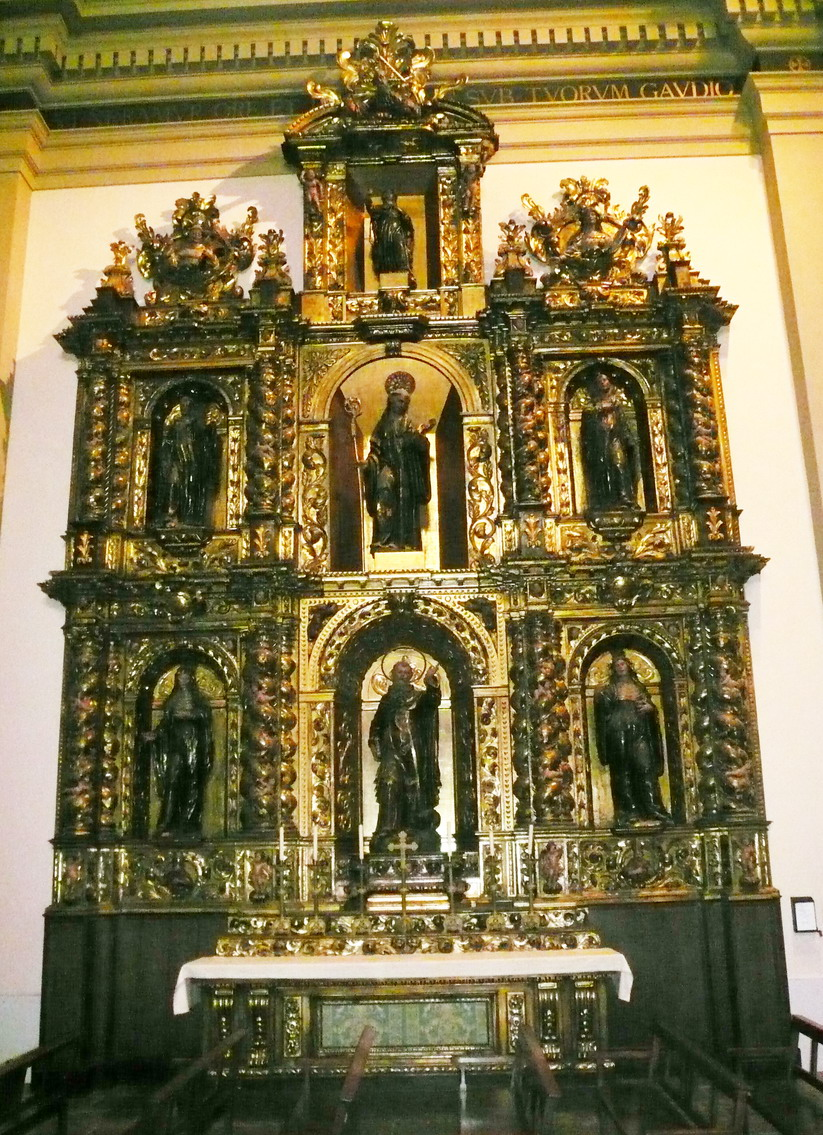
Retablo de San Antonio y Santa Clara, Andreu Sala, 1686-1689, iglesia de San Vicente de Sarriá, Barcelona
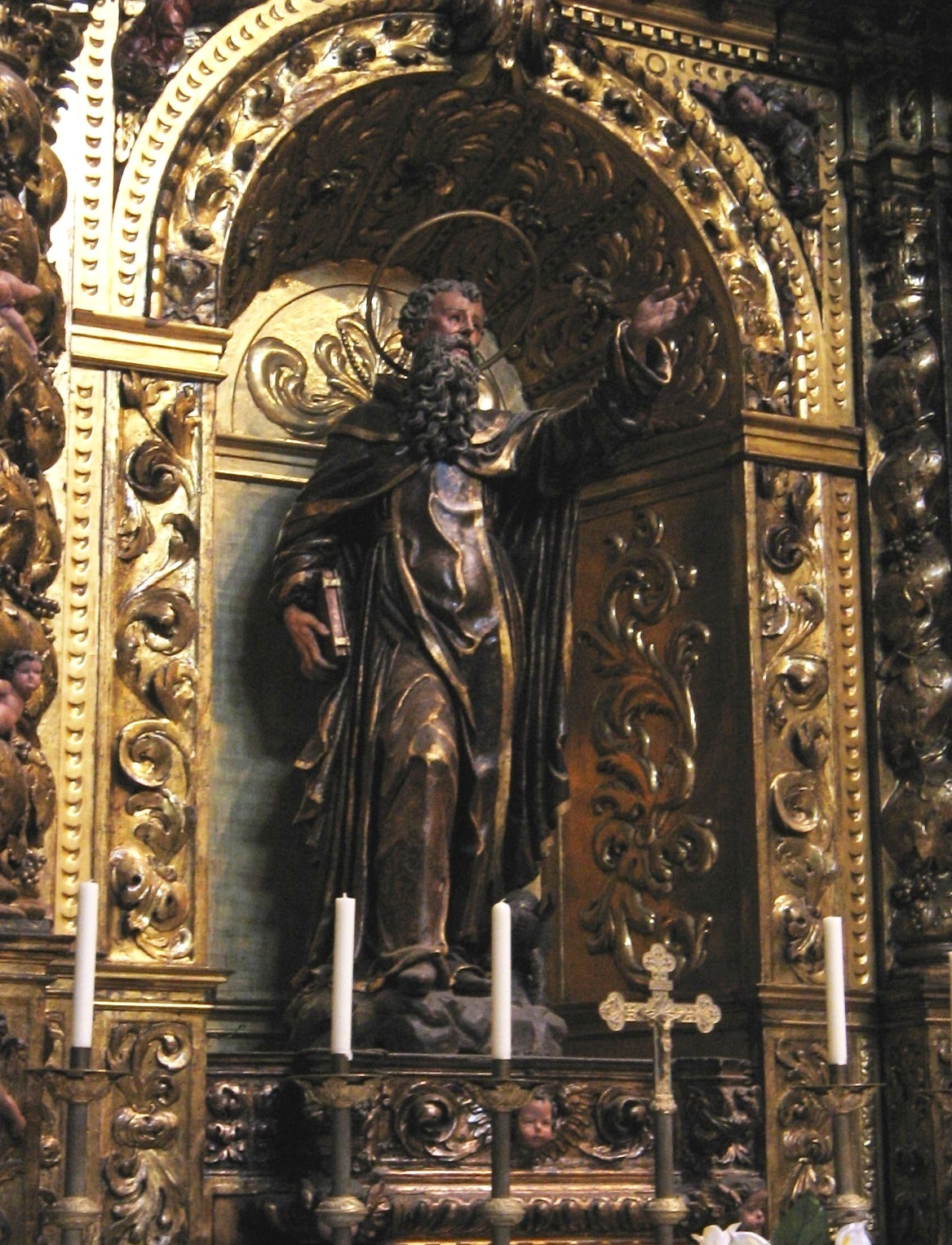
San Antonio, Andreu Sala, 1686-1689, figura del retablo de San Antonio y Santa Clara, iglesia de San Vicente de Sarriá, Barcelona
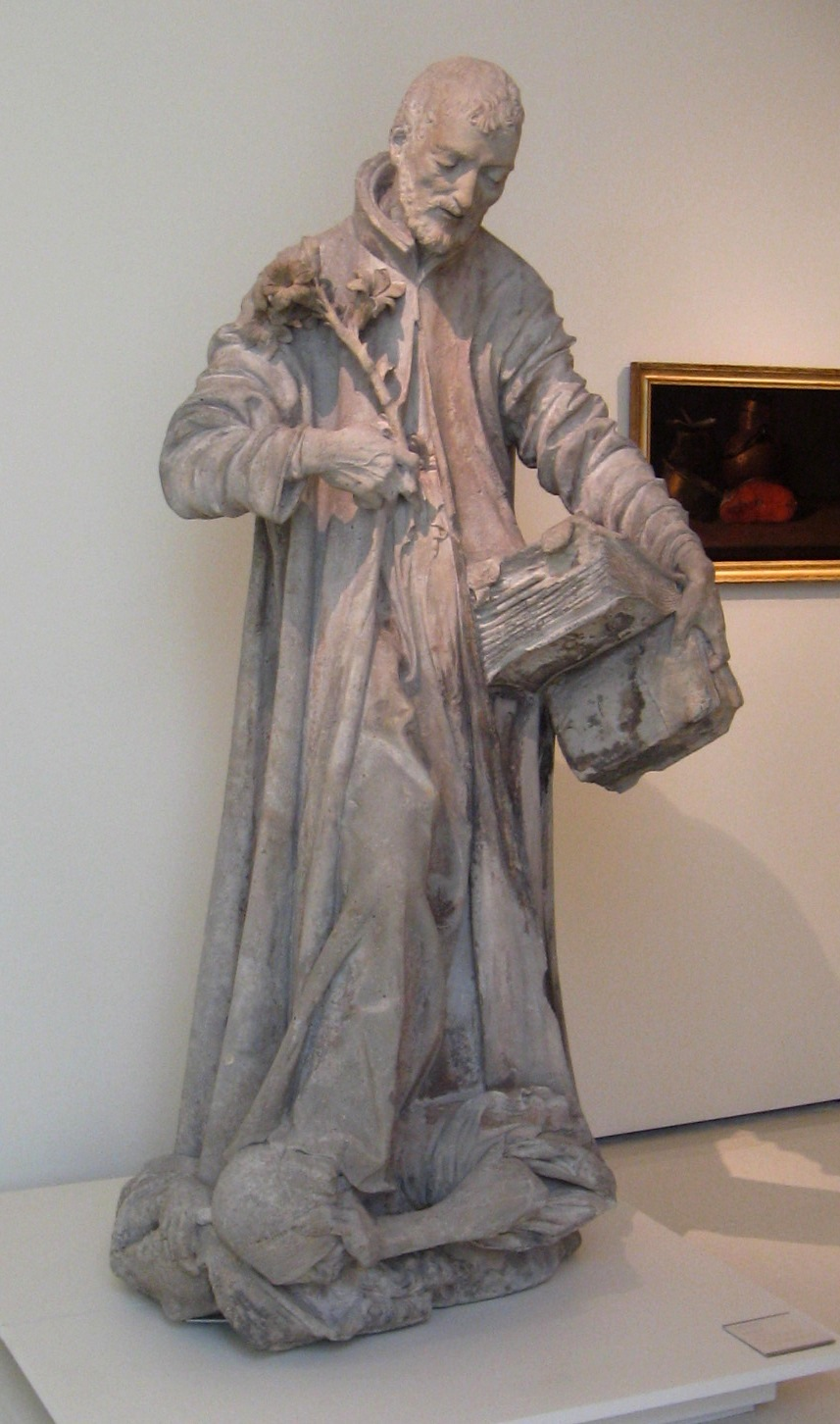
San Cayetano, Andreu Sala, 1685-1690, MNAC, Barcelona
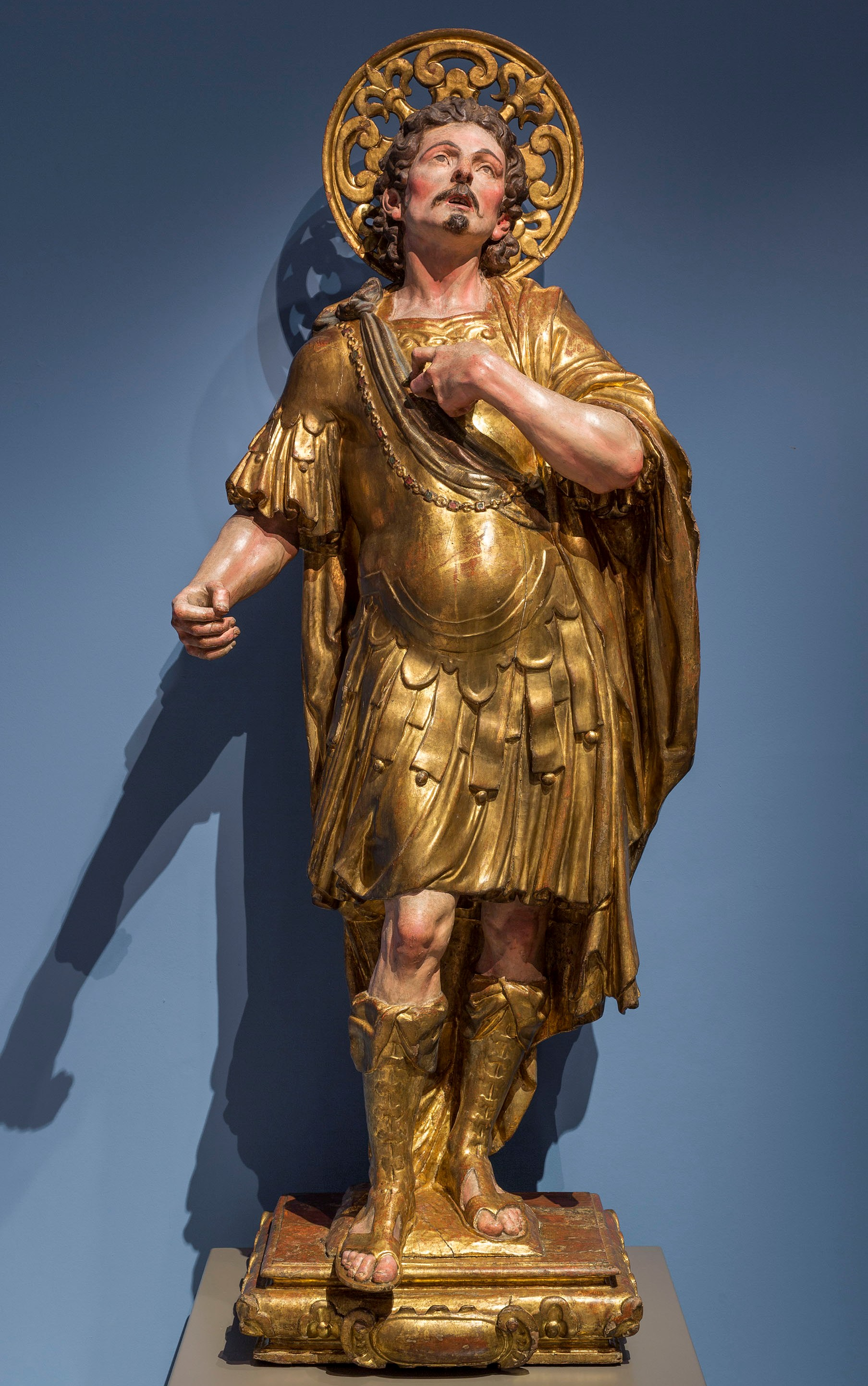
Santo Guerrero, Andreu Sala, 1680-1700, MNAC, Barcelona